# I Walk Alone
"I Walk Alone" je prvi singl s Tarjinog albuma My Winter Storm. Izdan je 26. listopada 2007. Pjesmu su napisali Mattias Lindblom i Anders Wollbeck. Sadrži kazališnu atmosferu uz pratnju orkestra, gitare i Tarjinog snažnog glasa.
U 2009. godini pjesmu je obradio norveški pjevač Jørn Lande na svom albumu Spirit Black.

## Video
Video je snimljen na Vražjem jezeru (Teufelssee) u Berlinu. Režirao ga je Jörn Heitmann.